# Chaoborus asiaticus
Chaoborus asiaticus är en tvåvingeart som först beskrevs av Giles 1901.  Chaoborus asiaticus ingår i släktet Chaoborus och familjen tofsmyggor. Inga underarter finns listade i Catalogue of Life.